# Dorcel (студия)
Dorcel — киностудия по производству порнофильмов, которую основал писатель и фотограф Марк Дорсель, а возглавляет его сын Грегори Дорсель.
Помимо производства фильмов, активно сотрудничает с частными лицами, на сей день является, пожалуй, самыми большими производителем порнографии в Европе. Фильмы студии часто снимаются в достаточно необычном варианте и с широкой подборкой на любой вкус и цвет.
1 марта 2006 год а открыт спутниковый телеканал Dorcel с вещанием фильмов для взрослых. Канал Dorcel также доступен онлайн.
В 2015 году компания начала использовать технологию виртуальной реальности для производства фильмов с обзором 360 градусов.

## Премии (некоторые)
- 1995 AVN Awards — Best American Release in Europe (The Hot Video Award) for Le Parfum de Mathilde[2]
- 1995 Hot d'Or for Best European Director — Citizen Shane[3]
- 1998 AVN Awards — Best American Release in Europe (The Hot Video Award) for President by Day, Hooker by Night[2]
- 1998 Hot d'Or d’Honneur for special achievements in the European adult industry[4]
- 1999 AVN Awards — Best American Release in Europe (The Hot Video Award) for Drop Sex: Wipe The Floor[2]
- 1999 Hot d'Or for Best European Movie for L’enjeu du desir[5]
- 2001 AVN Awards — Best American Release in Europe (The Hot Video Award) for Tell Me What You Want[2]
- 2002 AVN Awards — Best American Release in Europe (The Hot Video Award) for Dark Angels[2]
- 2005 FICEB (Barcelona International Erotic Film Festival) «Ninfa for a life-time career»[6]
- 2001 XBIZ Award — European Studio of the Year[7]
- 2012 XBIZ Award — European Feature Release of the Year for Les Filles de la Campagne(Marc Dorcel/Wicked Pictures)[8]
- 2013 XBIZ Award — Parody Release of the Year (Drama) Inglorious Bitches[9]
- 2013 XBIZ Award — European Studio of the Year[9]
- 2013 XBIZ Award — European Feature Release of the Year Inglorious Bitches[9]